# Fimbristylis tetragona
Fimbristylis tetragona är en halvgräsart som beskrevs av Robert Brown. Fimbristylis tetragona ingår i släktet Fimbristylis och familjen halvgräs. IUCN kategoriserar arten globalt som livskraftig. Inga underarter finns listade i Catalogue of Life.